# Lehmannsbrück
Lehmannsbrück ist eine kleine Ansiedlung in der Stadt Ilmenau im Ilm-Kreis in Thüringen.

## Geografie
Lehmannsbrück liegt an der Straße von Gräfinau-Angstedt im Süden nach Traßdorf im Norden am Rand des Ilmtals. Im Ort liegen das Feierabendheim, ein ehemaliges Altenheim, sowie einige Wohngebäude. Heute lebt im Feierabendheim eine Gemeinschaft aus Künstlern, Handwerkern und Landwirten. Neben den Gebäuden liegt der Gutshofteich im Osten, während im Wald nur etwa 200 Meter westlich von Lehmannsbrück die Schnellfahrstrecke Nürnberg–Erfurt verläuft.

## Geschichte
Lehmannsbrück wurde 1289 erstmals als Lybansbrucken urkundlich erwähnt. Damals gehörte die Siedlung zur Grafschaft Schwarzburg. Außerdem waren im Mittelalter das Zisterzienserkloster Stadtilm, die Herren von Wüllersleben, der Deutsche Orden und die Herren von Witzleben im Ort und seiner Flur begütert. Zu einem größeren Dorf entwickelte sich Lehmannsbrück jedoch nicht, vielmehr war es Sitz eines Forstbezirks (er umfasste 1839 nur etwa 78 Hektar) sowie eines Gasthofs und wurde als gräfliches, später fürstliches Kammergut der Schwarzburger geführt. Noch bis 1961 gehörte ein Teil Lehmannsbrücks zur Gemeinde Niederwillingen, erst seitdem war die ganze Siedlung Teil von Gräfinau-Angstedt. So teilte zwischen 1952 und 1961 die Grenze zwischen dem Bezirk Erfurt und dem Bezirk Suhl den Ort – ein Zustand, der bei der ebenfalls aus einem Forstamt hervorgegangenen Siedlung Dörrberg sogar die ganze DDR-Zeit hindurch Bestand hatte.
1927 wurde in Lehmannsbrück das Kreisaltersheim des Landkreises Arnstadt eingerichtet. 1946 waren dort 46 Menschen untergebracht. Nach der Wiedervereinigung wurde das zu DDR-Zeiten als Feierabendheim bezeichnete Altenheim in Lehmannsbrück geschlossen. 1994 wurde Lehmannsbrück als Teil Gräfinau-Angstedts Teil der neugegründeten Gemeinde Wolfsberg im ebenfalls neu entstandenen Ilm-Kreis. Diese wurde am 6. Juli 2018 in die Stadt Ilmenau eingegliedert.